# Moran (Teksas)
Moran – miasto w Stanach Zjednoczonych, w stanie Teksas, w hrabstwie Shackelford.